# Paraquilegia uniflora
Paraquilegia uniflora är en ranunkelväxtart som först beskrevs av James Edward Tierney Aitchison och Hemsl., och fick sitt nu gällande namn av J. Drumm. och Hutch.. Paraquilegia uniflora ingår i släktet Paraquilegia och familjen ranunkelväxter. Inga underarter finns listade i Catalogue of Life.